# Pericallis lanata
Espèce
Pericallis lanata est une espèce de plantes de la famille des Astéracées, endémique des îles Canaries.